# Nehemiah Persoff
Nehemiah Persoff (2 d'agost de 1919 - 5 d'abril de 2022) va ser un actor de caràcter i pintor nord-americà. Va aparèixer en més de 200 sèries de televisió, pel·lícules i produccions teatrals i també va actuar com a artista de veu en una carrera de 55 anys, començant després del seu pas per l'exèrcit dels Estats Units durant la Segona Guerra Mundial.
Persoff va obtenir el seu primer paper com a extra a The Naked City (1948). És conegut sobretot pels papers de Leo a Més dura serà la caiguda (1956), de Bonaparte a Ningú no és perfecte (1959), de Reb Mendel a Yentl (1983) i de la veu de Papa Mousekewitz a la pel·lícula d'animació Fievel i el nou món (1986) i les seves seqüeles. També va fer aparicions en episodis de The Twilight Zone, Gilligan's Island, Hawaii Five-O, Adam-12 i Law & Order.

## Biografia

### Joventut i formació
Persoff va néixer a Jerusalem el 2 d'agost de 1919, de Puah (nascuda Holman, 1887–1963) i Shmuel Persoff (1885–1961). El seu pare, que era argenter, joier i professor d'art, va decidir que hi havia millors perspectives de futur als Estats Units i inicialment va emigrar tot sol. No va ser fins al cap de sis anys fins a estar econòmicament segur, el 1929, que va poder portar a la seva dona, tres fills, Boaz, Avraham i Nehemiah, i dues filles, Tamar i Geula (Julia). Al principi, la família vivia en un apartament a la zona de Williamsburg a Brooklyn, abans de traslladar-se finalment al Bronx. Els seus pares van retornar més tard a Israel.
Persoff va estudiar a l'Institut Tècnic Hebreu, i es va graduar el 1937. Amb la formació d'electricista que havia rebut a l'Institut, després del servei militar va aconseguir una feina de treballador de manteniment del senyals del metro.

### Servei a l'exèrcit
Persoff va ser reclutat per l'exèrcit nord-americà a principis de 1942 i va servir durant la Segona Guerra Mundial fins al 1945. Va ser assignat a una companyia dramàtica per entretenir tropes arreu del món.

### Carrera d'actor
Persoff va començar la seva carrera d'actor al teatre de Nova York. El 1947, va ingressar a l'Actors Studio, i va ser un dels 26 membres de la classe de principiants impartida per Elia Kazan, juntament amb Martin Balsam, Julie Harris, Kim Hunter, Cloris Leachman i James Whitmore. Va començar la seva carrera com a actor professional el 1948.
El seu primer paper va ser una petita part no acreditada a la pel·lícula The Naked City (1948).
Com a primers papers cinematogràfics va fer de taxista a La llei del silenci (1954), el comptable Leo a Més dura serà la caiguda (1956) amb Humphrey Bogart i Rod Steiger, i el cap de gàngsters Little Bonaparte (una paròdia de Rico a Little Caesar) a la pel·lícula de Billy Wilder Ningú no és perfecte (1959), i va tornar a aparèixer amb Steiger a Al Capone (també el 1959). També va aparèixer en papers secundaris en pel·lícules com Els comanxers (1961) i The Greatest Story Ever Told (1965).
Persoff, juntament amb Dean Stockwell i Andrew Bloch, va representar un dels malvats administradors babilònics de Darius el Gran a l'episodi de 1978 "Daniel in the Lions' Den" dels Grans Herois de la Bíblia.
A la pel·lícula Yentl (1983), Persoff va interpretar el pare del personatge de Barbra Streisand. Va aparèixer a la comèdia Els bessons peguen dues vegades (1988) i a la sèrie de pel·lícules d'animació Fievel i el nou món com a Papa Mousekewitz. La seva darrera pel·lícula va ser 4 Faces (1999), l'última pel·lícula dirigida per Ted Post.
La seva carrera com a actor inclou moltes aparicions a sèries de televisió, incloent sis episodis de The Untouchables, tres episodis dels quals va aparèixer com a Jake "Greasy Thumb" Guzik (considerat per molts com el seu paper més característic), i a Gilligan's Island com a personatge principal de l'episodi "The little dictator" (l'episodi preferit del creador del programa Sherwood Schwartz). Persoff va aparèixer a l'episodi "The Most Toys" de Star Trek: La nova Generació i va ser l'actor masculí més vell en aparèixer en una producció de Star Trek, en el moment de la seva mort.

### Jubilació i record
Persoff es va retirar de la interpretació l'any 2003 i es va dedicar a la pintura, especialitzant-se en l'aquarel·la.
Les seves memòries, The Many Faces of Nehemiah, van ser publicades per The Autumn Road Company el juliol de 2021.

### Vida personal i mort
El 1951, Persoff es va casar amb Thia Persov, que havia fet d'infermera al Palmah, la força d'elit de la Haganà durant la guerra araboisraeliana de 1948. Persov va morir de càncer el 2021. La parella va tenir quatre fills, Jeffrey, Dan, Perry i Dahlia. Abans de morir va viure a Cambria, Califòrnia.
Persoff va morir el 5 d'abril del 2022, als 102 anys, d'una insuficiència cardíaca, en un centre de rehabilitació de San Luis Obispo, Califòrnia.

## Filmografia seleccionada

### Cinema i televisió
| Any  | Títol                                                               | Rol                               | Director(s)                |
| ---- | ------------------------------------------------------------------- | --------------------------------- | -------------------------- |
| 1948 | The Naked City                                                      | Home somrient sortint del metro   | Jules Dassin               |
| 1954 | La llei del silenci                                                 | Taxista                           | Elia Kazan                 |
| 1956 | Més dura serà la caiguda                                            | Leo                               | Mark Robson                |
| 1956 | Fals culpable                                                       | Gene Conforti                     | Alfred Hitchcock           |
| 1956 | The Wild Party                                                      | Kicks Johnson                     | Harry Horner               |
| 1957 | Men in War                                                          | SFC Nate Lewis                    | Anthony Mann               |
| 1957 | Street of Sinners                                                   | Leon                              | William Berke              |
| 1957 | This Angry Age                                                      | Albert                            | René Clément               |
| 1958 | Arizona, presó federal                                              | Vincente                          | Delmer Daves               |
| 1959 | Never Steal Anything Small                                          | Pinelli                           | Charles Lederer            |
| 1959 | Green Mansions                                                      | Don Panta                         | Mel Ferrer                 |
| 1959 | Ningú no és perfecte                                                | Little Bonaparte                  | Billy Wilder               |
| 1959 | Al Capone                                                           | Johnny Torrio                     | Richard Wilson             |
| 1959 | El dia del proscrit                                                 | Dan                               | Andre DeToth               |
| 1959 | The Twilight Zone Episodi: "Judgment Night"                         | Carl Lanser                       | John Brahm                 |
| 1961 | The Big Show                                                        | Bruno Everard                     | James B. Clark             |
| 1961 | Els comanxers                                                       | Graile                            | Michael Curtiz John Wayne  |
| 1963 | The Hook                                                            | Capità Van Ryn                    | George Seaton              |
| 1964 | A Global Affair                                                     | Sotssecretari Segura              | Jack Arnold                |
| 1964 | Fate Is the Hunter                                                  | Ben Sawyer                        | Ralph Nelson               |
| 1965 | The Greatest Story Ever Told                                        | Shemiah                           | George Stevens             |
| 1965 | Gunsmoke                                                            | Mr. Dino                          | Vincent McEveety           |
| 1967 | Too Many Thieves                                                    | Georgi                            | Abner Biberman             |
| 1967 | The Wild Wild West\|-                                               | Major Hazard                      | James B. Clark             |
| 1968 | The Money Jungle                                                    | Lt. Dow Reeves                    | Francis D. Lyon            |
| 1968 | El dia de l'òliba                                                   | Pizzuco                           | Damiano Damiani            |
| 1968 | The Power                                                           | Prof. Carl Melnicker              | Byron Haskin               |
| 1968 | Panic in the City                                                   | August Best                       | Eddie Davis                |
| 1968 | Hawaii Five-O Deathwatch                                            | Harry Cardonus                    | Herschel Daugherty         |
| 1969 | The Girl Who Knew Too Much                                          | Lt. Miles Crawford                | Francis D. Lyon            |
| 1970 | The People Next Door                                                | Dr. Salazar                       | David Greene               |
| 1971 | Mrs. Pollifax-Spy                                                   | Berisha                           | Leslie H. Martinson        |
| 1971 | Red Sky at Morning                                                  | Amadeo Montoya                    | James Goldstone            |
| 1972 | Lapin 360                                                           | Desconegut                        | Robert Michael Lewis       |
| 1974 | The Missiles of October                                             | Andrei Gromyko                    | Anthony Page               |
| 1975 | Psychic Killer                                                      | Dr. Gubner                        | Ray Danton                 |
| 1975 | Hawaii Five-O Hit Gun for Sale                                      | Cordell                           | John Peyser                |
| 1976 | El viatge dels maleïts                                              | Mr. Hauser                        | Stuart Rosenberg           |
| 1977 | Deadly Harvest                                                      | Mort Logan                        | Timothy Bond               |
| 1978 | Hawaii Five-O Number One With a Bullet                              | Allie Francis                     | Don Weis                   |
| 1978 | Little House on the Prairie - Temporada 4 - Ep. 19 - "The Stranger" | Mr. Lindstrom (Pare del Peter's)  | Michael Landon             |
| 1978 | Barney Miller                                                       | Carl Simms                        | Lee Bernhardi              |
| 1979 | In Search of Historic Jesus                                         | Herodes Antipes                   | Henning Schellerup         |
| 1979 | Barney Miller                                                       | Yacov Berger                      | Noam Pitlik                |
| 1981 | St. Helens                                                          | Mr. Ellison                       | Ernest Pintoff             |
| 1982 | O'Hara's Wife                                                       | Dr. Fischer                       | William Bartman            |
| 1983 | Yentl                                                               | Rebe Mendel (Papa)                | Barbra Streisand           |
| 1986 | Fievel i el nou món                                                 | Papa Mousekewitz (voice)          | Don Bluth                  |
| 1988 | The Last Temptation of Christ                                       | Rabí                              | Martin Scorsese            |
| 1988 | MacGyver                                                            | Sam Bolinski                      | Michael Preece             |
| 1988 | Els bessons peguen dues vegades                                     | Mitchell Traven                   | Ivan Reitman               |
| 1991 | An American Tail: Fievel Goes West                                  | Papa Mousekewitz (voice)          | Phil Nibbelink Simon Wells |
| 1998 | An American Tail: The Treasure of Manhattan Island                  | Papa Mousekewitz (voice)          | Larry Latham               |
| 1999 | An American Tail: The Mystery of the Night Monster                  | Papa Mousekewitz (voice)          | Larry Latham               |
| 1999 | 4 Faces                                                             | Desconegut                        | Ted Post                   |
| 2003 | Angels in America (minisèrie de TV)                                 | Rabbi (no acreditat) (darrer rol) | Mike Nichols               |